# Steven Means
Steven Means (Buffalo, 5 dicembre 1989) è un giocatore di football americano statunitense che gioca nel ruolo di defensive end per i Baltimore Ravens della National Football League (NFL). Fu scelto nel corso del quinto giro (147º assoluto) del Draft NFL 2013 dai Tampa Bay Buccaneers. Al college ha giocato a football all’Università di Buffalo.

## Carriera professionistica

### Tampa Bay Buccaneers
Means fu scelto nel corso del quinto giro del Draft 2013 dai Tampa Bay Buccaneers. Debuttò come professionista nella settimana 1 contro i New York Jets.

## Palmarès

### Franchigia
- Super Bowl : 1

Philadelphia Eagles: LII
- National Football Conference Championship: 1

Philadelphia Eagles: 2017